# 科尔古耶夫岛
科尔古耶夫岛（俄语：о́стров Колгу́ев）面积5200平方公里，人口约300人，仅有少量涅涅茨人定居，以饲养驯鹿和渔猎业为生。
該島為俄罗斯联邦北冰洋沿岸岛屿，位于巴伦支海东南部，南距大陆约75公里。隶属俄罗斯联邦西北部联邦管区阿尔汉格尔斯克州涅涅茨自治区。
地表由疏松的第四纪沉积物组成，略有起伏，间有高约70-80m的冰碛丘，南部低平；最高点海拔176m，多湖沼，有苔原。岛上有狐狸的行踪，夏季时有鸟类（多数是水禽）来此筑巢。